# 昱子内親王
昱子内親王（いくし（てるこ/あきこ）ないしんのう、寛喜3年（1231年） - 寛元4年8月15日（1246年9月26日））は、鎌倉時代中期の皇族。後堀河天皇第3皇女、母は藤原兼良の女。伊勢斎宮。

## 生涯
嘉禎3年（1237年）11月24日、四条天皇即位に伴い7歳で斎宮卜定。暦仁元年（1238年）9月8日、左近衛府へ初斎院入り。同月22日、野宮に入る。延応元年（1239年）9月16日、伊勢へ群行。仁治3年（1242年）1月11日、四条天皇崩御により13歳で退下。寛元4年（1246年）8月3日に落飾し、15日に16歳で薨去。